# Дом Америк
Дом Америк (исп. Casa de las Américas) — организация, учрежденная Правительством Кубы в 28 апреля 1959 года, спустя четыре месяца после Кубинской Революции, с целью развития и углубления социально-культурных связей со странами Латинской Америки, Карибского бассейна и мира в целом. Изначально издательский дом и информационный центр, он развился в наиболее известную и престижнейшую культурную организацию Кубы.

## История
Дом Америк был основан ставшей его первым директором Аидой Сантамарией, участницей Движения 26-го Июля и одной из немногих женщин, непосредственно вовлеченных в Революционные Бригады. Под её руководством Дом Америк стал убежищем для деятелей искусства из различных стран, преследуемых у себя на родине за общественно-политические взгляды. Организация присуждает Премию Дома Америк — одну из старейших и престижнейших премий в латиноамериканской литературе. Официальным печатным органом организации является издаваемый с 1916 года журнал «Casa de las Américas», изначально выходивший как литературный журнал, но с тех пор расширивший фокус внимания до освещения вопросов истории и международной политики.
После смерти Сантамарии в 1980 году пост директора Дома Америк занимали художник Мариано Родригес (1980—1986 годы) и поэт Роберто Фернандес Ретамар (с 1986 года по 2019).
С 1982 года в Гаване проводится международная книжная ярмарка (одним из организаторов и участников которой является «Дом Америк»).